# الويب الاجتماعي للتنمية

## الويب الاجتماعي للتنمية
الويب الاجتماعي للتنمية هو وسيلة لتوظيف خدمات الويب، من أجل تحسين تبادل المعلومات والتعاون في إنتاج المحتوى في سياق تنمية العمل.
في هذا السياق الجهات العاملة في مجال التنمية يمكن أن تتصل بسهولة على أصحاب المصلحة الآخرين. ولديك انتقائية في الوصول إلى المعلومات، إنتاج ونشر محتوياتهم وإعادة توزيع أجزاء من محتوى أُصدر من قبل آخرين. كما يمكن دمج مجموع توليد الاعتدال وتوسط المحتوى. في نموذج الويب الاجتماعي للتنمية (Web2forDev) يوجد سيناريو البيانات واقتران مع عدد من التطبيقات المجانية / أو منخفضة التكلفة بدمجها عبر الانترنت. وتقدم بذلك ضمان مجموعة واسعة من الخدمات عبر الإنترنت بتكلفة منخفضة..

## التاريخ
الويب الاجتماعي لأجل التنمية كان أول استخدام لهذا المصطلح (Web2forDev) في المؤتمر الدولي الذي نظمته CTA وغيرها من شركاء التنمية منظمة الأغذية والزراعة (منظمة الأمم المتحدة للأغذية والزراعة) بــ روما في أيلول 2007 م. وقد تم تنظيم هذا الحدث من قبل جمعية الاتصالات التقدمية، أمانة المجموعة (دول أفريقيا والبحر الكاريبي والمحيط الهادي), المجموعة الاستشارية للبحوث الزراعية الدولية. المركز التقني للتعاون الزراعي والريفي (CTA) «دول أفريقيا والبحر الكاريبي والمحيط الهادي والاتحاد الأوروبي» ومنظمة الأمم المتحدة للأغذية والزراعة والجمعية الألمانية للتعاون التقني GmbH , الصندوق الدولي للتنمية الزراعية، المعهد الدولي للإتصالات والتنمية (IICD) وجامعة كولومبيا البريطانية وجامعة الشيخ انتا ديوب (Cheikh Anta DIOP).

## نظرة عامة على التكنولوجيا
مفتوحة المصدر والملكية، تطبيقات المستخدم مجانية أو منخفضة التكلفة وهناك تفاعلية تركز على التواصل والتعاون عبر الإنترنت وتبادل المعلومات وتمكين المستخدم بالشبكات الاجتماعية وبالنظر إلى القيود التي تؤثر على العديد من البلدان النامية عادة ما تكون تطبيقات الويب الاجتماعي للتنمية ودية أثناء عرض النطاق الترددي المنخفض. هناك قوة ثورية تعمل بنشاط بالغ على تحويل الأعمال والمشاريع للأستفادة من شبكة الإنترنت أيضاً هناك شيء مماثل لترقية البرمجيات الهائلة على كافة مواقع الويب ودعوة الويب 2.0
شبكة النت تأخذ بالتحول من كونها مجرد وسيط في بث المعلومات واستهلاكها إلى كونها منصة للمحتوى الذي يتم انشاءه، مشاركته، تنويعه وإعادة توظيفه وتمريره من شخص إلى آخر. وقد بدأت العديد من الشركات فهم الجانب الاجتماعي من التغيير بما فيها الشبكات الشخصية وتطوير علاقات الثقة قد يثبت أن تكون أقوى إستراتيجية تعزيز. على شبكة الويب 2.0 قواعد تجارية تتضمن زيادة التركيز على المعرفة والثقة والعلاقات والمجتمعات التي في كثير من الأحيان يعتمد اليوم على الهيكل الحقيقي للمنظمة. تطبيقات الويب 2.0 بدّل طريقة اتصال العالم مما يسمح للمستهلكين لتبادل الآراء والاحتياجات والدوافع.

## الاستخدام
تستخدم تطبيقات الويب 2.0 في قطاع التنمية لعدد من الأغراض في مختلف الجهات العاملة ومن الأمثلة على ذلك..
- يجري الإنترنت استخدام عبارات (SMS) رسائل قصيرة لتوزيع المعلومات المتصلة بالتنمية على الناس مع الوصول إلى الهواتف المحمولة دون الوصول إلى الإنترنت. وبالمثل فإن هذه العبارات تمكن مستخدمي الهاتف المحمول من التواجد على شبكة الإنترنت عن طريق نشر في المدونات على الإنترنت وقواعد البيانات عبر (SMS) الرسائل القصيرة وما إلى ذلك..
- نظم الترميز وتجميع المحتوى تمكن المستخدمين بالوصول من عرض نطاق ترددي منخفض إلى العثور بسرعة على المعلومات التي يبحثون عنها دون الحاجة إلى التنقل عبر العديد من المواقع التي تتطلب عرض النطاق الترددي.
- يمكن لمستخدمي أجهزة الكمبيوتر القديمة الاستفادة من بعض التطبيقات على الإنترنت والتي تمكن عملية مهام الحوسبة عن طريق أجهزة الكمبيوتر الخاصة بهم (على سبيل المثال في النسخة الالكترونية أدوبي فوتوشوب).
- المستخدمين الذين لا يملكون أجهزة كمبيوتر خاصة بهم يمكنهم استخدام خدمات الإنترنت لتخزين جميع البيانات مثل البريد الإلكتروني والوثائق والصور وما إلى ذلك. وبهذا تكون طريقة مساحات التخزين عبر الإنترنت والخدمات ذات الصلة المادية بديلاً لمحرك الأقراص الصلبة (PCs) والتي يتم مشاركتها في كثير من المناطق من قبل العديد من المستخدمين..